# كريستين نيلسن (ممثلة)
كريستين نيلسن (بالإنجليزية: Kristine Nielsen)‏ هي ممثلة أمريكية، ولدت في 28 مايو 1955 في بيثيسدا في الولايات المتحدة.

## ترشيحات
- جائزة توني لأفضل ممثلة مسرحية [الإنجليزية]‏ (2013)

## وصلات خارجية
- كريستين نيلسن (ممثلة) على موقع IMDb (الإنجليزية)
- كريستين نيلسن (ممثلة) على موقع قاعدة بيانات برودواي على الإنترنت (الإنجليزية)
- كريستين نيلسن (ممثلة) على موقع قاعدة بيانات الفيلم (الإنجليزية)